# نظريات المؤامرة حول وفاة ديانا أميرة ويلز

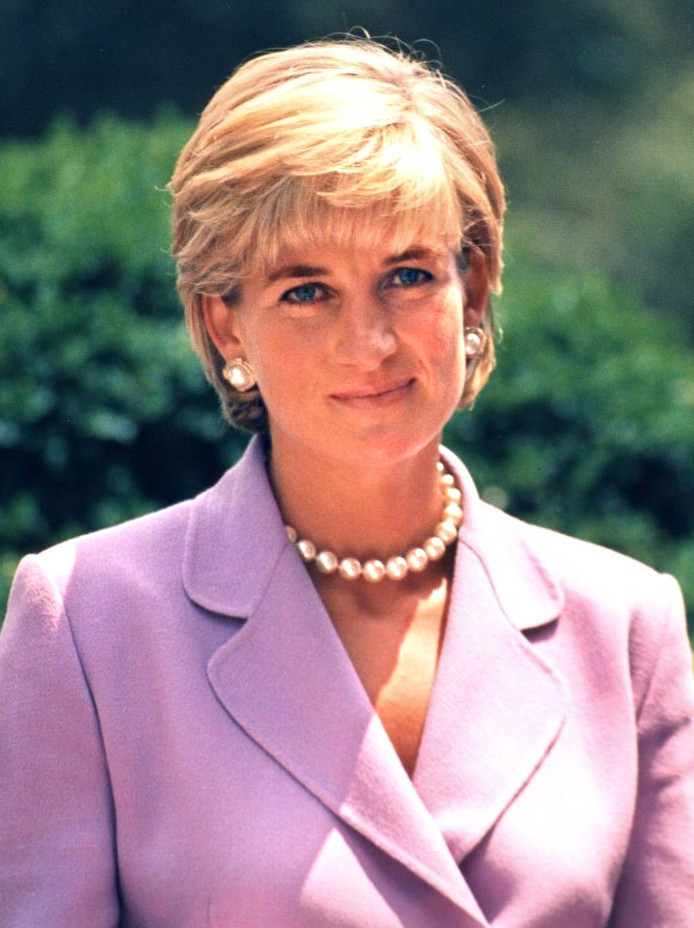
الاميرة ديانا قبل وفاتها

بعد عام 1998، افتُرض أنه كان هناك مؤامرة إجرامية مُدبرة محيطة بوفاة ديانا، أميرة ويلز. وجدت التحقيقات الرسمية في بريطانيا وفرنسا على حد سواء أن ديانا توفيت على نحو يتفق مع التقارير الإعلامية عقب حادث السيارة المميت في باريس يوم 31 أغسطس عام 1997. في عام 1999، استخلص تحقيق فرنسي أن ديانا توفيت نتيجةً للحادث. استخلص المحقق الفرنسي، القاضي هيرفي ستيفان، أن مصوري الباباراتزي كانوا على مسافة من سيارة المرسيدس إس 280 عندما تحطمت ولم يكونوا مسؤولين عن الحادث. بعد الاستماع إلى الأدلة في التحقيق البريطاني، أعادت هيئة المحلفين عام 2008 حُكم «القتل غير المشروع» من قِبل السائق هنري بول ومصوري الباباراتزي الذين كانوا يلحقون بالسيارة. نصَّ حُكم هيئة المحلفين أيضًا: «بالإضافة إلى ذلك، كان موت الفقيدين بسبب - أو ساهم به – واقع أنهم لم يكونوا يضعون أحزمة أمان وحقيقة أن المرسيدس اصطدمت بالركيزة في نفق ألما ولم تصطدم مع شيء آخر».
من البارزين في مجادلة الرواية الرسمية للأحداث: الدورية البريطانية  ديلي إكسبريس ورجل الأعمال المصري محمد الفايد، الذي كان ابنه، دودي، صديق ديانا في ذلك الوقت وتوفي معها في الحادث أيضًا. في عام 2003، نشر خادم ديانا الشخصي بول باريل ملاحظة كُتبت من قِبلها، ادعت فيها بأن أحدهم كان «يخطط «لحادث» في سيارتها وعطل في المكابح وإصابة رأس خطيرة» حتى يتمكن زوجها السابق من الزواج مرة أخرى. افتُتح تحقيق خاص بفريق شرطة العاصمة عام 2004، باسم العملية باغِت، بقيادة المفوض جون ستيفينز للتحقيق بنظريات المؤامرة المختلفة التي أدت إلى التحقيق البريطاني. بحث هذا التحقيق في 175 ادعاء مؤامرة مُقدم من قِبل الفايد. أشار الفايد بشكل مستمر على ما اتضح أنه نظريات مؤامرة في التحقيق وادعى بشكل متكرر أن ابنه وديانا قد قُتلا.

## هنري بول

### صلات مع جهاز الأمن
ادعى المُنظرون أن سائق سيارة المرسيدس-بينز، هنري بول الذي كان رئيس الأمن بالنيابة في فندق الريتز، كان موظفًا سريًا عند جهاز أمن وطني، لذلك تقول روايات الادعاء المختلفة أن البلد الذي يتبع له جهاز الأمن ذلك هو بريطانيا أو فرنسا أو الولايات المتحدة بالتناوب. يأتي الدليل المزعوم الداعم لهذا الأمر من المال الذي كان في حوزته وقت وفاته وثروته الشخصية. هذه الادعاءات مشمولة في الفصل الرابع في تقرير التحقيق الجنائي الخاص بالعملية باغِت. يدّعي محمد الفايد أن هنري بول كان يعمل للإم آي 6 وأنهم من وضعه. لم يجد التحقيق دليلًا على أن هنري بول كان عميلًا لأي جهاز أمن.

### عينات الدم
ادعاء آخر يتعلق بمصداقية فحوص الدم المُنفذة، والتي بينت أن بول كان يشرب الخمر قبل أخذه للسيارة. كان استنتاج المحققين الفرنسيين - بأن بول كان مخمورًا - مبنيًا على تحليلٍ لعينات الدم، التي قيل أنها تحتوي على مستوى كحول (وفقًا لتقرير جاي في سبتمبر عام 1997) أعلى بثلاث مرات من الحد الذي تسمح به فرنسا. طُعن التحليل الأولي من قِبل طبيب شرعي بريطاني مُعين من قِبل الفايد. في ردها، أجرت السلطات الفرنسية اختبارًا ثالثًا، هذه المرة باستخدام سائل الخلط الزجاجي من داخل العين وهي الطريقة الطبية الأكثر جزمًا، والتي أكدت مستوى الكحول المُقاس من خلال الدم وأظهرت كذلك أن بول كان يأخذ مضادات الاكتئاب.
جرى الادعاء بأن مستوى الكحول - الذي أُفيد بأنه وجد في دم بول - كان متعارضًا مع سلوكه الصاحِ الذي بينته كاميرات المراقبة الخاصة بفندق الريتز تلك الليلة. قال البروفيسور روبرت فورست، طبيب تشريح شرعي، إن مدمن كحول مثل بول، مع قدرة تحمل عالية للكحول، سيكون قادرًا على أن يبدو صاحيًا أكثر مما كان عليه فعلًا. لم تقبل عائلة دودي الفايد وعائلة هنري بول نتائج التحقيق الفرنسي.
كُشف في نوفمبر عام 2006 أن اللورد ستيفينز تقابل مع أهل بول المسنين وأخبرهم أن ابنهم لم يكن مخمورًا. قبيل مثول ستيفينز للتحقيق، قال مصدر مقرب لستيفينز إنه يمكن شرح هذا التناقض بأنه [ستيفينز] كان «مراعيًا» و«حساسًا» تجاه الثنائي المُسن، قد يكون هذا التخمين الذي أشار إليه سكوت بيكر ذي مصداقية في تصريحاته الافتتاحية لهيئة المحلفين. تحت الاستجواب في جلسة التحقيق في فبراير عام 2008، أنكر ستيفينز «تضليل» والدي بول «عن عمد» وقال إن حالة السائق في وقت الحادث لم تتطابق مع توصيف الشرطة بأنه كان مخمورًا، التي قالت إنها استندت على ردود أفعال الشخص الجسدية.
قال ستيفنز أن الدليل المتاح يشير إلى أن بول قد احتسى مشروبين كحوليين وحسب، لكن هذا ليس بالضرورة كل ما احتساه بول، وأنه كان بالفعل «تحت تأثير» الكحول في وقت الحادث. قدّرَ خبير مذكور في التقرير أن بول قد شرب ما يعادل خمس مقادير من ريكارد، مشروب فرنسي كحولي فاتح للشهية بنكهة العرقسوس، قبل القيادة.
في اختبارَي مختبر توكسلاب في فرنسا، وُجد أن نسبة اشباع الكربون في دم بول كانت 12.8%، وهي تركيبة من اتحاد أول أكسيد الكربون مع الصباغ الحامل لذرات الحديد في الدم. يمتلك المدخن عادةً نحو 10%، لذا لم تكن النتيجة غير عادية. كان بول يدخن سجائر صغيرة، سيغاريلو، في ساعات ما قبل الحادث. أظهر اختبار آخر، مدعوم من قِبل مؤيدي النتائج الرسمية، أن بول امتلك 20.7% في دمه في وقت الوفاة؛ إذا كان هذا دقيقًا، فإن معدل سحب أول أكسيد الكربون من مجرى الدم كان سيعني أن دم بول كان مُشبعًا بنسبة 40% قبل بضع ساعات، وأنه بالكاد كان قادرًا على التركيز أساسًا.
في 9 ديسمبر عام 2009، أُفيد بأن عينات الحمض النووي أكدت أن عينات الدم ذات مستويات الكحول المرتفعة كانت للسائق بالتأكيد. أُجري هذا الأمر من خلال عملية مقارنة مع العينات التي قدمها أهل بول، مما يدل على أن الدم المُختبر كان لهنري بول وأنه كان يملك نسبة كحول في دمه أعلى بثلاث مرات من الحد القانوني الفرنسي.

## ادعاء توملينسون بتورط جهاز الاستخبارات البريطاني
ادعى ريتشارد توملينسون، ضابط سابق في الإم آي 6 والذي فُصل من أجهزة الاستخبارات وأمضى بعدها خمسة أشهر في السجن لانتهاك قانون الأسرار الرسمية 1989، في إفادةٍ تحت القَسَم للتحقيق الفرنسي في مايو عام 1999 أن جهاز الاستخبارات البريطاني كان متورطًا في الحادث، مشيرًا إلى أن جهاز الأمن كان يملك  مستندات ستساعد القاضي ستيفان في تحقيقه. في شهر أغسطس، أفادت محطة البي بي سي بأن توملينسون ادعى أن بول كان يعمل لصالح الاستخبارات وأن أحد حراس ديانا الشخصيين، إما تريفر ريس جونز (المعروف بتريفر ريس) أو كيس وينغفيلد، كان على صلة بالاستخبارات البريطانية. ادعى توملينسون أن الإم آي 6 كانت تراقب ديانا قبل وفاتها، وقال لمحمد الفايد أن بول كان عميلًا للام آي 6، وأن وفاتها عكست خططًا رآها عام 1992 لاغتيال رئيس صربيا في ذلك الوقت سلوبودان ميلوشيفيتش، باستخدام إضاءة قوية لحجب الرؤية عن سائقه.
في 13 فبراير عام 2008، قال توملينسون للتحقيق إنه لربما أخطأ التذكر وأنه لا يملك دليلًا على أن بول كان عميلًا للإم آي 6، لكنه قال في جلسة المحكمة في اليوم السابق إن بول كان يزود الاستخبارات بالمعلومات. متحدثًا عن طريق الفيديو من فرنسا، أقر توملينسون أنه، بعد مدة ستة عشرة أو سبعة عشرة سنةً، «لا يمكنه التذكر بالتحديد» فيما إذا كانت الوثيقة التي رآها عام 1992 قد اقترحت في الواقع استخدام ضوء قوي لافتعال حادث مروري كوسيلة لاغتيال ميلوشيفيتش، رغم أن استخدام الأضواء لهذه الغاية كان مشمولًا في تدريبه في الإم آي 6. أُعطي لتحقيق العملية باغت  صلاحيات غير مسبوقة  للدخول إلى مكاتب الإم آي 5 والإم آي 6 من أجل التحقيق بادعاءات توملينسون. كُشف لاحقًا أن المستند المذكور كان مكتوبا في مارس عام 1933 لاغتيال شخصية صربية أخرى إذا ما استلمت السلطة، وليس ميلوشيفيتش. وعلاوة على ذلك، لم تتضمن الخطة أي شيء حول استخدام الأضواء الكاشفة.